# ناحیه (نور)
ناحیه (نایه)، روستایی است از توابع بخش بلده شهرستان نور در استان مازندران ایران. این روستا در ۴۰ کیلومتری شرق جاده کرج چالوس واقع است و از آبادی‌های مشهور نور به‌شمار می‌رود.

## جمعیت
این روستا در دهستان اوزرود قرار دارد و براساس سرشماری مرکز آمار ایران در سال ۱۳۸۵، جمعیت آن ۲۵۱ نفر (۶۴خانوار) بوده‌است. مردم ناحیه از قومیت طبری هستند که ریشه آن به قوم آمارد و قوم تپوری می‌رسد. مردم ناحیه به زبان طبری (مازندرانی) و گویش کجوری سخن میگویند.

## نام‌آوران
ابوالفضل لسانی، روزنامه‌نگار، نویسنده، قاضی و وکیل دادگستری که به سناتوری تهران رسید، اهل روستای ناحیه بود.